# Hirsch Abarbanell
Hirsch Abarbanell (1788 Wschowa - 26. února 1866 Lešno, Pruské království) byl správcem rabinátu, vůdce ješivy a dajan.
Hirsch se narodil jako mladší ze dvou synů rabína Jacoba Abrahama Abarbanella. Jeho starší bratr Salomon, který se narodil v roce 1775, později působil jako obchodník s vlnou v Bojanowě a pak v Berlíně. Hirsch studoval ve Wschowě, Hlohově a později v Lešně, kde ho vyučoval vrchní rabín Jakob Lorbeerbaum, který působil v Lešně až do roku 1821. Zatímco rabinát nebyl obsazen mezi lety 1821 a 1864, Abarbanell řídil vlastní ješivu a byl jedním ze šesti talmudistů, kteří zde pracovali. Od roku 1828 působil také jako dajan, jeden ze soudců rabínského dvora. Po smrti svého otce Jacoba Abrahama, v roce 1833, Hirsch odmítl posloupnost rabinátu ve Wschowě a od roku 1845 byl aktivní jako rabínský správce v Lešně. Od 1845 do 1849 publikoval čtyři aprobace.
Oženil se s dcerou obchodníka a měl osm dětí.